# Hot plugging
Hot plugging lub Hot Swap – możliwość podłączania lub odłączania urządzeń peryferyjnych do komputera przy włączonym zasilaniu. Możliwość tę dają m.in. porty USB, FireWire, dyski twarde pracujące w standardzie co najmniej SATA-2 w trybie natywnym oraz karty pamięci Flash. Mimo to, większość portów, które teoretycznie nie obsługują hot pluggingu, działa przy podłączeniu "na gorąco", jednak nie zawsze prawidłowo. Przykładem takim może być klawiatura komputerowa, która traci informacje o powtarzaniu klawiszy i stanie diod.
Wiele podzespołów w zaawansowanych serwerach, systemach przemysłowych czy wojskowych, ma możliwość hot pluggingu w celu poprawy czasu dostępności usług i niezawodności lub z innych przyczyn (np. rozbudowa systemu bez jego wyłączania). Wchodzą w to m.in. zasilacze, pamięć RAM, procesory, karty PCI (np. sieciowe), PCI-X, dyski SCSI oraz inne kontrolery, bez wyłączania systemu czy przerywania operacji na nim.
W laptopach oprócz hot pluggingu portów, znanych z komputerów stacjonarnych (np. USB), zwykle istnieje też możliwość łatwego hot pluggingu kart PCMCIA, napędów optycznych (np. CD-ROM) czy monitorów zewnętrznych (choć nadal trzeba zachować pewne środki ostrożności celem uniknięcia awarii).